# Start All Over
"Start All Over" é uma canção da cantora e atriz estadunidense, Miley Cyrus. Foi lançada como o segundo single do disco Hannah Montana 2: Meet Miley Cyrus (2007). Primeiramente, ela foi lançada junto com as outras faixas do álbum em download digital, em 26 de junho de 2007, e foi enviada à Rádio Disney em 11 de dezembro de 2007. Posteriormente, foi lançada fisicamente em 14 de março de 2008, com uma versão instrumental e uma b-side. Uma versão ao vivo da canção está disponível no álbum Hannah Montana & Miley Cyrus: Best of Both Worlds Concert, e também uma versão em karaokê. A canção foi escrita originalmente por Fefe Dobson, que não quis incluir a canção no seu álbum "Sunday Love", e então vendeu para Cyrus. A canção contém características de pop-rock e é liricamente sobre ter uma segunda chance no relacionamento.
A canção recebeu baixos resultados comerciais para Cyrus em vários países, em comparação ao seu single anterior, "See You Again". Esses países incluem a Austrália, Canadá e Estados Unidos. A canção atingiu seu pico internacional mais alto na Austrália, com a 41.ª posição. O vídeo clipe de "Start All Over", estreou no Disney Channel, e recebeu uma indicação no MuchMusic Video. O vídeo mostra Cyrus cantando pelo subúrbio de forma aleatória. Cyrus cantou a canção em 2007 e 2008, na sua turnê Best of Both Worlds Tour e em 2009 na Wonder World Tour.

## Antecedentes e composição
A canção foi inicialmente escrita para a cantora canadense, Fefe Dobson para o seu segundo álbum de estúdio. E tem a participação de Paul Bushnell na guitarra, Scott Cutler e David Levita na guitarra elétrica, John Freese na bateria e Jeff Turzo no teclado. Dobson falou para a MTV News, porque passou a canção para Cyrus:
| “ | Eu escrevi a canção, ela gostou e cantou. Eu não quis a canção porque não era certo pra mim, e eu senti que era melhor para alguém, e ela (Cyrus) fez um grande trabalho sobre ele. Fiquei impressionada. Na verdade, estou mais feliz com ela cantando do que estaria se fosse eu. | ” |

Dobson faz os vocais de apoio junto com Anne Preven, na versão cantada por Cyrus. A canção tem um uso extremo de pop rock, além de ser incorporado na canção o teen pop e o dance-pop. É definido em tempo comum com um ritmo moderadamente rápido de 150 batimentos por minuto. A canção foi escrita em uma tonalidade de só maior, e os vocais de Cyrus abrange uma oitava a partir de G3 à B4. A canção tem a seguinte progressão de acordes, Dm7—Am—G5. Em entrevista ao Access Hollywood no set da gravação do videoclipe, Cyrus mencionou que a canção estava envolvendo o romance com "o cara que eu deveria" tudo de novo. Lael Loewenstein, escrevendo para a Variety, afirmou que "Breakout" e "Start All Over" "toca o tema da auto-reinvenção".

## Vídeo musical
Em uma entrevista exclusiva com o Access Hollywood, Miley falou do vídeo clipe da canção, dirigido por Marc Webb.
| “ | Eu queria algo louco que ninguém mais tinha feito, e algo bem aleatório, porque a música é aleatória. | ” |

Filmado em 16 de novembro de 2007, em uma área do subúrbio de Los Angeles, o vídeo incluía cinqüenta dançarinos de fundo.
O vídeo começa com Cyrus, de pijama, desliga a lâmpada e adormece. Quando ela acorda, encontra-se na sua cama, em uma rampa de skate. Ela começa a cantar com uma expressão de confusa, mas logo depois entra em um ônibus escolar cheio de empresários, ela sai do ônibus pela saída de emergência e vai parar em uma espécie de "carnaval de rua", enquanto dança. Após isso, várias figuras aleatórias fazem aparições aleatórias, como um astronauta, um mergulhador e cowboys. E ela termina tocando com a sua banda. No final do vídeo, Cyrus volta para cama. Enquanto ela dorme, uma impressora imprime fotos de algumas cenas do vídeo.
O vídeo clipe foi lançado em 19 de dezembro de 2007, no Disney Channel. Foi disponibilizado em download Digital gratuito, pelo iTunes Store, em 29 de janeiro de 2008. Em 2008, o vídeo recebeu uma indicação na premiação canadense, MuchMusic, para "Melhor vídeo de artista internacional".

## Performances ao vivo
Em 31 de dezembro de 2007, Cyrus cantou a canção junto com "G.N.O. (Girl's Night Out)" e "We Got the Party", um dueto com os Jonas Brothers. "Start All Over" foi inserida depois na sua primeira turnê, a Best of Both Worlds Tour, sendo colocada como canção de abertura.
Em 7 de junho de 2009, Cyrus cantou no A Time for Heroes Celebrity Carnival, junto com "7 Things", "Breakout", "The Climb", "The Driveway," "Fly on the Wall", "These Four Walls" e "See You Again". Ela também cantou a canção no Rock In Rio de 2010, em Madrid e Lisboa.

## Desempenho nas paradas musicais
"Start All Over" recebeu um airplay exclusivo da Rádio Disney. A canção estreou nas Paradas Digitais e mais tarde na Billboard Hot 100. Na semana de 18 de janeiro de 2008, a canção estreou e atingiu o seu pico, ficando na 68° posição.
| Paradas (2008)                         | Melhor posição |
| -------------------------------------- | -------------- |
| Austrália - (Australian Singles Chart) | 41             |
| Canadá - (Canadian Hot 100)            | 91             |
| Estados Unidos - (Digital Songs)       | 68             |
| Estados Unidos - (Billboard Hot 100)   | 68             |
| Estados Unidos - Billboard Pop Songs)  | 57             |